# 광주은행
광주은행(光州銀行, Kwangju Bank)은 대한민국의 지방은행으로, JB금융지주의 자회사다. 본점은 광주광역시 동구 대인동 롯데백화점 광주점 옆에 있다.

## 역사
2014년 5월에 우리금융그룹으로부터 분리되어 KJB금융지주로 설립되었고, 한국거래소에 상장했다. 2014년 8월에 광주은행이 KJB금융지주를 흡수합병했으며, 동년 10월에 JB금융지주의 자회사로 편입되었다. 2015년 3월에는 CI를 JB금융그룹과 동일하게 변경하였다. 2016년 11월, 전북은행과 광주은행의 전산 시스템이 통합되었다. 2018년 10월, JB금융지주가 지분 100%를 인수하여 완전 자회사로 편입했으며, 법에 따라 완전자회사로 편입함과 동시에 상장폐지했다. 2023년 6월 말 기준 130개 영업점이 있다.

## 업무
주요 사업은 여신과 수신 업무, 외국환 업무, 신탁 업무 등이다.
전북은행처럼 한도제한계좌제를 시행한다. 전북은행과 달리 적금 등으로도 해제가 가능하다.
GS리테일과 제휴하여 2018년 8월 1일부터 GS25의 공동망기기에서 자행처럼 이용이 가능하도록 했다.

## 카드
비씨카드의 망을 이용한다. 국내전용 외에는 비자카드, 마스터카드, 중국은련을 취급하며, 체크카드는 국내전용 외에는 마스터카드만 나온다. 체크카드의 해외결제 방식은 즉시출금이다.
2025년 3월 25일에는 비씨카드의 정식 회원사로 가입했다.

## 교통카드
ATM에서 한페이의 충전을 지원한다. 2011년 10월 17일에는 자사 현금카드에 한페이를 내장한 광주 FREE-T 카드를 내놓았다.

## 역대 광주은행장
- 엄종대 (2001~2004)
- 정태석 (2004~2008)
- 송기진 (2008~2013)
- 김장학 (2013~2014)
- 김한 (2014~2017)
- 송종욱 (2017~2022)
- 고병일 (2023~ )